# Neirone
Neirone est une commune de la ville métropolitaine de Gênes dans la région Ligurie en Italie.

## Administration
| Période                                  | Période  | Identité           | Étiquette     | Qualité |
| ---------------------------------------- | -------- | ------------------ | ------------- | ------- |
| 14 juin 2004                             | En cours | Stefano Sudermania | Centro-Destra |         |
| Les données manquantes sont à compléter. |          |                    |               |         |

### Hameaux
Acqua di Ognio, Corsiglia, Lezzaruole, Ognio, Roccatagliata, San Marco D'Urri

### Communes limitrophes
Favale di Malvaro, Lorsica, Lumarzo, Mocònesi, Torriglia, Tribogna, Uscio